# Józefat Bolesław Ostrowski
Józefat Bolesław Ostrowski (ur. 1803 lub 1805 w Podbujanach na Podolu, zm. 1871 w  Meaux) – polski publicysta.
Związany ze sprzysiężeniem Piotra Wysockiego. Od 1829 pisał do „Dziennika Powszechnego Krajowego” i „Kuriera Polskiego”. Po 1831 przeniósł się do Francji. W latach 1837–1841 przebywał w Anglii. Pisał pamflety i paszkwile, głównie w wydawanej w Paryżu „Nowej Polsce”. Atakował w nich różne postacie emigracyjne, m.in. Adama Mickiewicza (zwłaszcza jako wykładowcę w Collège de France). W literackim romantyzmie upatrywał sposób na walkę polityczną. W 1870 wydano wybór jego publikacji w pięciu tomach pt. Badania krytyczno-historyczne i literackie. W środowisku emigrantów uznawany był za denuncjatora.